# Foulques Dastin
Pour les articles homonymes, voir Dastin.
Foulques Dastin est un évêque de Lisieux de la seconde moitié du XIIIe siècle.

## Biographie
Foulques Dastin serait, selon Jean-Michel Bouvris, issu de la famille normande des Dastin.
Haut-doyen du chapitre cathédral de Lisieux, il est élu évêque pour succéder à Guillaume de Pont-de-l'Arche et consacré le 26 juin 1250 par Eudes Rigaud, archevêque de Rouen.
Il dédicace l'église de Grestain le 23 août 1254.
Il meurt en 1267 et a été inhumé sous une tombe de cuivre dans la cathédrale de Lisieux, à gauche du maître-autel.